# Едмънд Фишър
Едмънд Фишър (на английски: Edmond H. Fischer, 6 април 1920) е швейцарско-американски биохимик, носител на Нобелова награда за физиология или медицина през 1992 г.

## Научна дейност
Фишер си сътрудничи с Едуин Кребс при работата по гликоген фосфорилазата. Кребс и Фишер установяват поредица от реакции, водещи до активиране/дезактивиране на този ензим, което е предизвикано от хормони и калций, като в процеса откриват и обратимото протеиново фосфорилиране.
За ключовото откритие на обратимото протеиново фосфорилиране Фишър и Кребс са удостоени с Нобелова награда.